# Coteau du Tunnel
Coteau du Tunnel is een natuurgebied ten zuidoosten van Wonck, gelegen bij de tunnelingang. Het meet 3 ha en wordt beheerd door Natagora.
Het terrein was vanouds eigendom van de NMBS, maar werd in 1976 in beheer gegeven aan RNOB, de voorloper van Natagora. Het gebied wordt gekenmerkt door een helling met schrale graslanden, waar het mergel op vele plaatsen dagzoomt. Ook zijn er overgangen naar graslanden op grindbodem. Men vindt er zeldzame planten als berggamander, kalkaster, kruisbladgentiaan en diverse orchideeënsoorten. Verder vindt men er veel zeldzame insectensoorten, waaronder solitaire bijen.